# Král: Věčný panovník
Král: Věčný panovník (v korejském originále 더 킹: 영원의 군주, Deo King: Yeongwon-ui Gunju; anglicky The King: Eternal Monarch) je šestnáctidílný jihokorejský televizní seriál z roku 2020, v němž hrají Lee Min-ho a Kim Ko-ŭn. Byl vysílán na SBS TV od 17. dubna do 12. června 2020 každý pátek a sobotu ve 22.00. Je také dostupný na české mutaci Netflixu.

## Obsah
V alternativní realitě král I Kon (Lee Min-ho) vládne Korejskému království. Když byl malý, málem byl zabit svým strýcem (Lee Jung-jin), který zabil jeho otce a tehdejšího krále kvůli flétně Manpasikjeok, která dovoluje cestovat mezi jednotlivými paralelními světy. I Kon se náhodou dostane do naší dimenze, kde potkává detektivku Čung Tä-ŭl (Kim Ko-ŭn), kterou zná ze služebního průkazu, který měl tehdy u sebe jeho zachránce. V naší dimenzi ale není I Kon jediný návštěvník. Společně musí všemu přijít na kloub, než bude pozdě.

## Obsazení
- Lee Min-ho jako I Kon / I Či-hun
  - Jung Hyeon-jun jako mladý I Kon (Korejské království) a mladý I Či-hun (Korejská republika)

I Kon je král Korejského království. Je také zdatný matematik a veslař. Celý svůj dosavadní život hledá Čung Tä-ŭl, kterou zná z průkazky, kterou vzal svému zachránci při vražedném spiknutí svého strýce I Lima.
- Kim Ko-ŭn jako Čung Tä-ŭl / Luna
  - Kim Si-woo jako mladá Čung Tä-ŭl

Čung Tä-ŭl: Schopná detektivka v Korejské republice. Už od dětství se věnuje bojovým sportům.
Luna: Krátce po svém narození byla opuštěna ve slumu v Korejském království. Má bohatou kriminální minulost. Má rakovinu a zbývá jí pár měsíců života.
- U To-hwan jako Jo Eun-sup / Čo Jeonk
  - Jung Si-yul jako mladý Jo Yeong

Čo Jeonk: Kapitán královské gardy a přítel krále I Kona. Vyzařuje stoickou profesionalitu a absolutní loajalitu ke svému příteli a králi, kterého považuje za svého bratra.
Čo Eun-sup: Člen Národní policejní agentury v Korejské republice. Je vtipný, svobodomyslný a velmi pozitivní. Často pomáhá svým rodičům s hlídáním mladších sourozenců.
- Kim Kyung-nam jako Kang Shin-jae / Kang Hyeon-min
  - Moon Woo-jin jako mladý Kang Shin-jae/ mladý Kang Hyeon-min

Detektiv a kolega Čung Tä-ŭl, do které je od mládí zamilovaný. Jeho otec si odpykává trest za zpronevěru a jeho matka si hazardem snaží přijít na jmění, o které díky manželovi přišla, což ho staví do obtížných situací.
- Jung Eun-chae jako Koo Seo-ryung / Koo Eun-a

Nejmladší první předsedkyně vlády Korejského království v historii země. Je velmi ambiciózní a sebevědomá. Pochází z chudých poměrů, ale díky tvrdé práci se vypracovala až na vrchol. Jejím dalším cílem je stát se královnou Korejského království.
- Lee Jung-jin jako I Lim

Nelegitimní starší bratr krále I Ho a strýc budoucího krále I Kona. Pomocí flétny Manpasikjeok chce dosáhnout věčnosti. Poté, co se I Konovi podaří flétnu rozetnout v půli, uniká s jednou polovinou do naší dimenze, kde sbírá síly k tomu, aby získal druhou polovinu.